# Друк на ксилографії

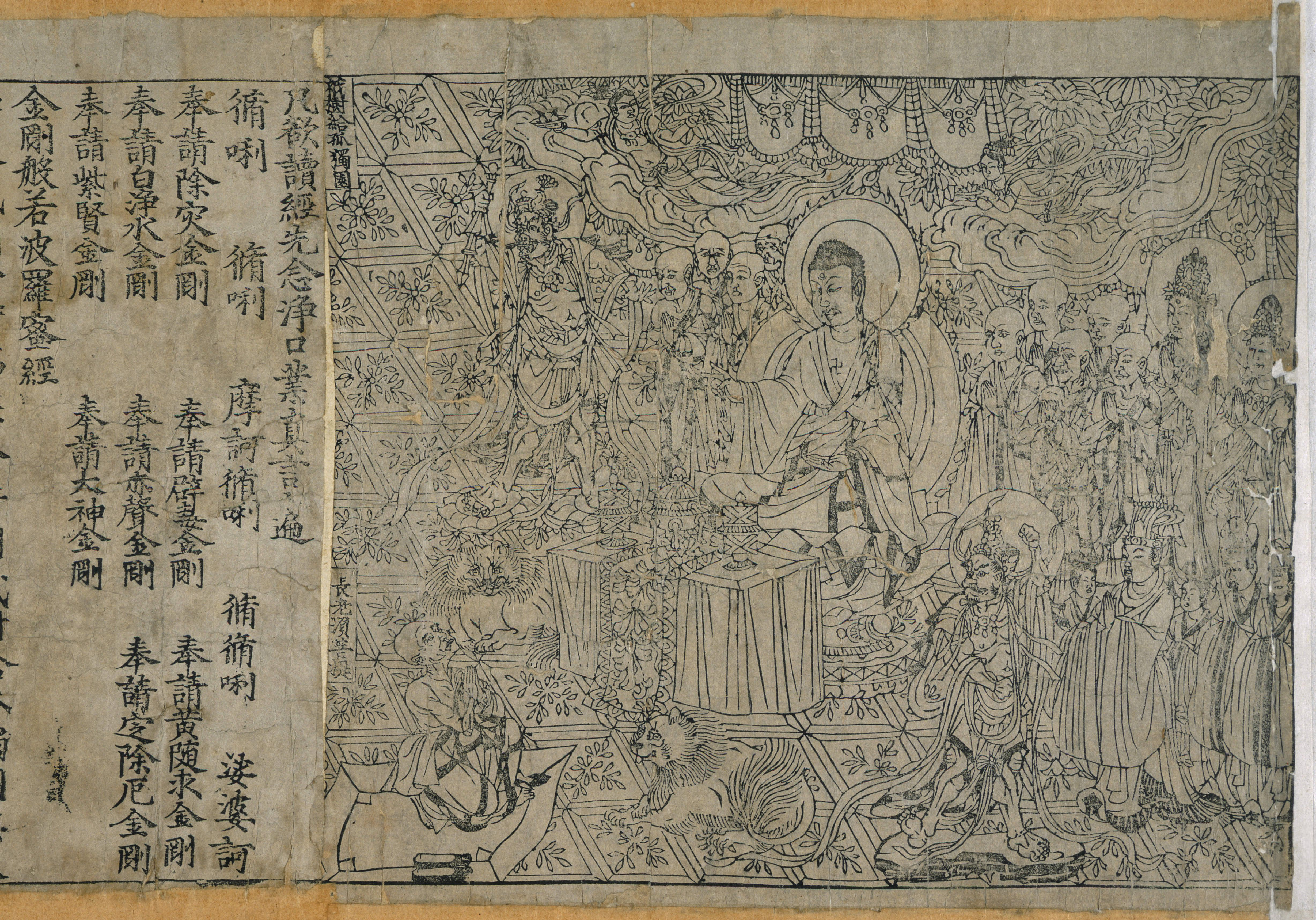
Складний фронтиспіс Діамантової сутри з Китаю династії Тан, найдавніший у світі друкований текст, що містить дату виготовлення, 868 рік нашої ери (Британська бібліотека)

Друк на ксилографії або дереворит — це техніка друкування тексту, зображень або візерунків, яка широко використовується по всій Східній Азії та походить із Китаю в давнину як метод друку на текстилі, а пізніше — на папері. Кожна сторінка або зображення створюється шляхом вирізьблення дерев'яного блоку, щоб залишити лише деякі ділянки та лінії на початковому рівні; саме вони наносяться чорнилом і відображаються на відбитку в процесі рельєфного друку. Різьблення блоків — це кваліфікована та копітка робота, але тоді можна надрукувати велику кількість відбитків.
Що стосується методу друку на тканині, то найперші приклади, що збереглися в Китаї, датуються періодом до 220 року нашої ери. Дереворит існував у Китаї Тан до 7 століття нашої ери і залишався найпоширенішим у Східній Азії способом друку книг та інших текстів, а також зображень до 19 століття. Укійо-е — найвідоміший тип японської художньої гравюри на дереві. Більшість європейських способів використання техніки друку зображень на папері охоплюються мистецьким терміном гравюра на дереві, за винятком блок-книг, виготовлених переважно у 15 столітті.

## історія

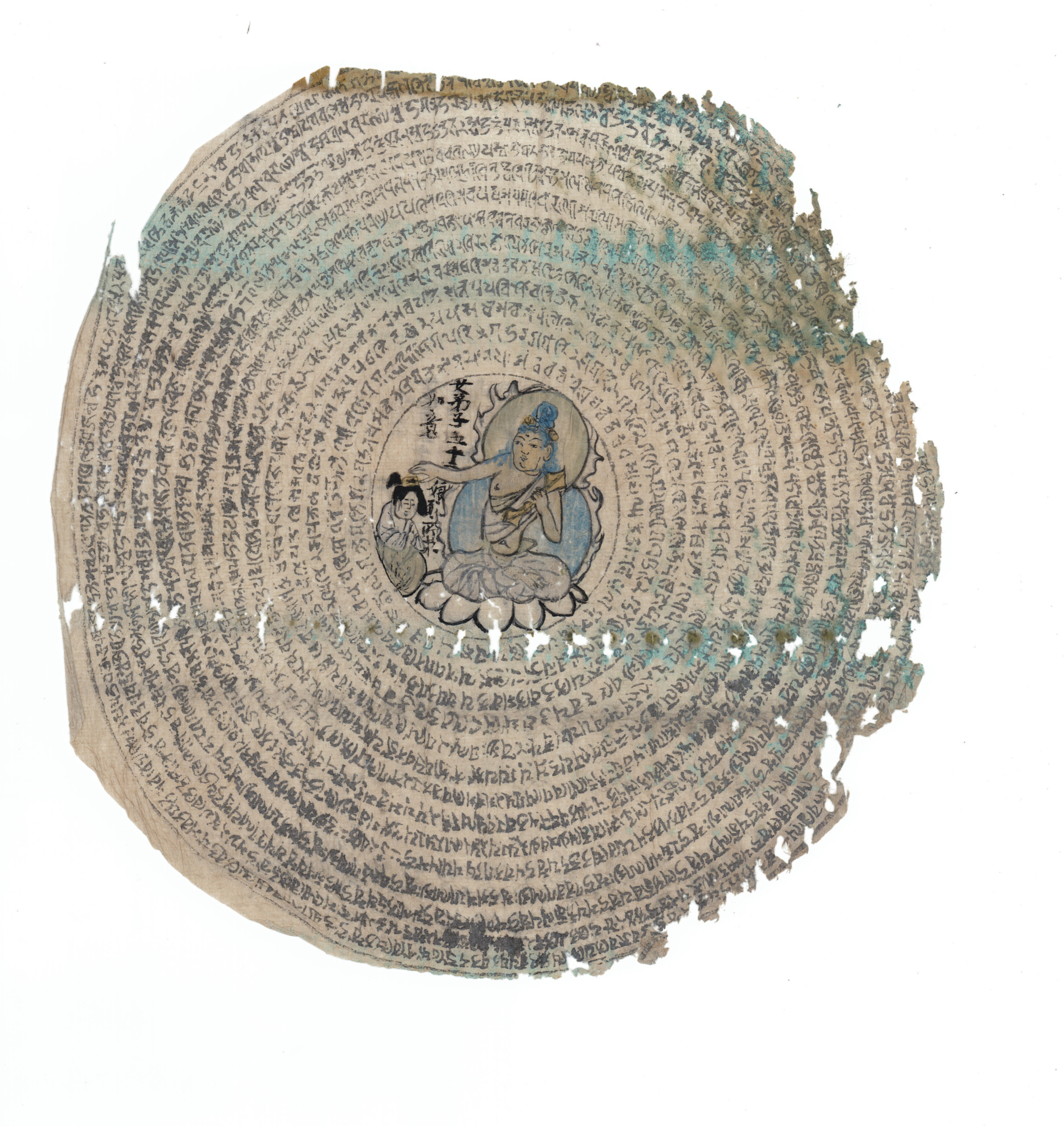
Фрагмент гравюри дгарані на санскриті та китайській мові, бл. 650—670, династія Тан

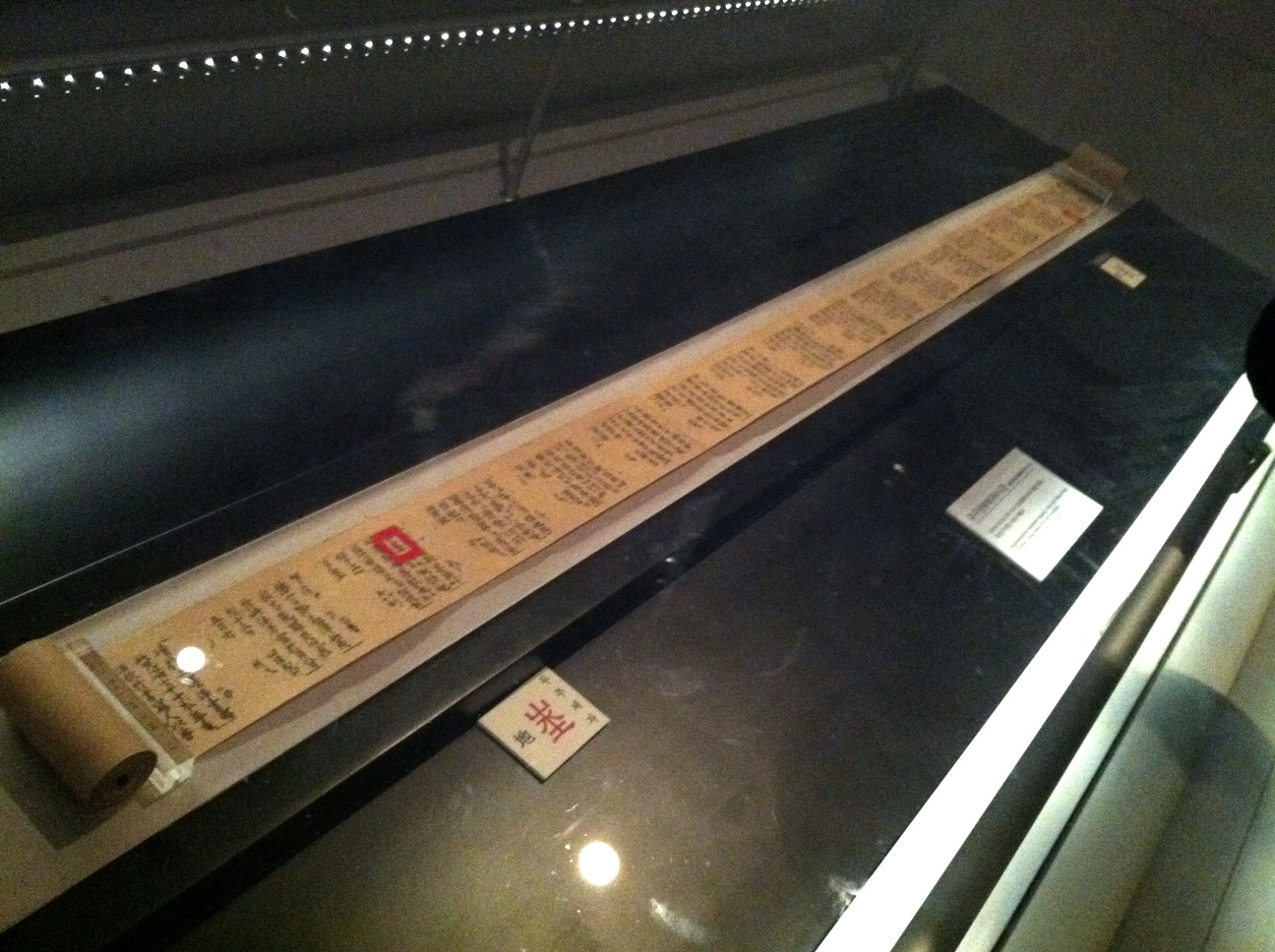
Копія Великої сутри Дгарані, найдавнішого друкованого тексту в Кореї, бл. 704—751

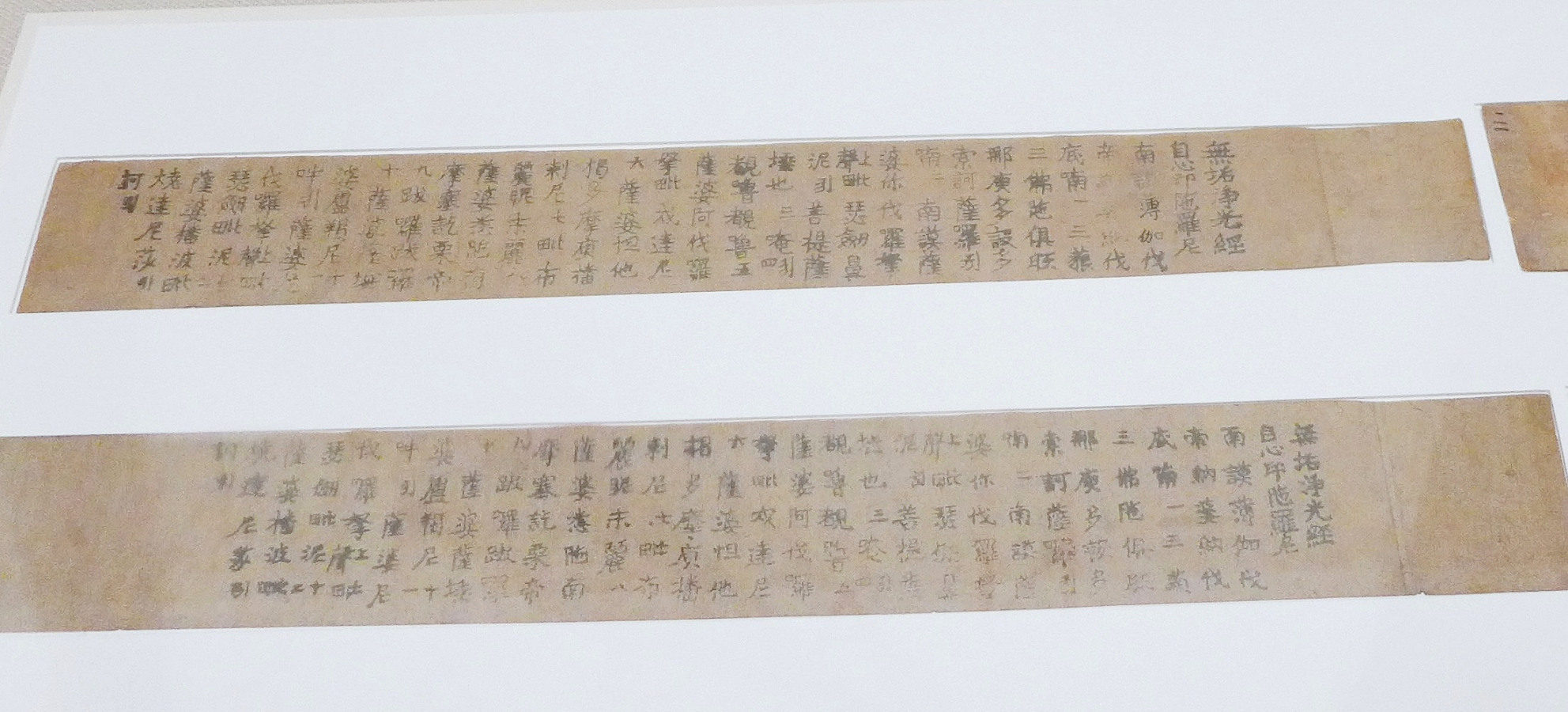
Хякуманто Дарані, найдавніший друкований текст у Японії, бл. 770

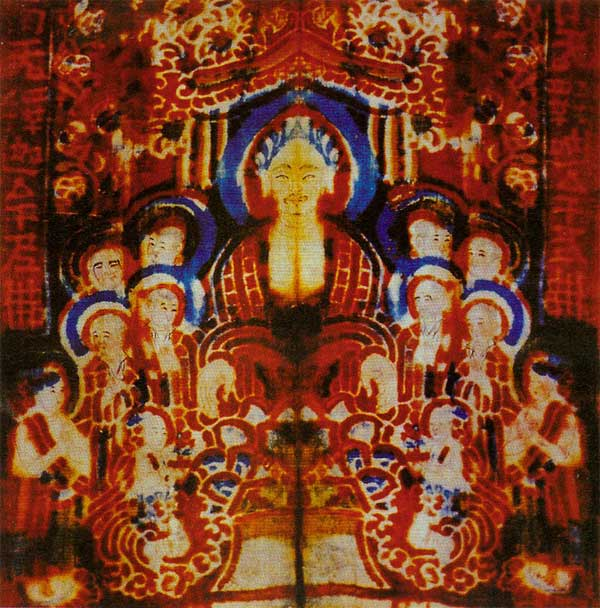
Кольорова ксилографія Будда, 10 століття, Китай

### Китай
Згідно з Книгою Південного Ці, у 480-х роках чоловік на ім'я Гун Сюаньї (龔玄宜) називав себе Гун Мудрець і «сказав, що надприродна істота дала йому „нефритову печатку з нефритового листа“, яка не потребувала пензля: подув на папір і утворилися символи». Потім він використав свої повноваження, щоб заплутати місцевого губернатора. Зрештою з ним розправився наступник губернатора, який, ймовірно, стратив Гонга. Тімоті Г'ю Барретт постулює, що магічний нефритовий блок Гонга насправді був друкарським пристроєм, а Гонг був одним із перших, якщо не першим друкарем. Таким чином, напівміфічний запис про нього описує його використання процесу друку, щоб навмисно збивати з пантелику глядачів і створювати образ навколо себе містичного. Однак було знайдено квіткові візерунки, нанесені на шовк у три кольори, датовані часами династії Хань (220 р. до н. е.).
Розквіт книгодрукування відбувся під великим впливом буддизму Махаяни. Згідно з віруваннями Махаяни, релігійні тексти мають невід'ємну цінність для перенесення слова Будди та діють як об'єкти-талісмани, що містять священну силу, здатну відлякувати злих духів. Копіюючи та зберігаючи ці тексти, буддисти могли отримати особисті заслуги. Як наслідок, ідея друку та її переваги у відтворенні текстів швидко стали очевидними для буддистів, які до VII століття використовували дерев'яні дошки для створення апотропеїчних документів. Ці буддійські тексти були надруковані спеціально як ритуальні предмети і не були широко поширені чи призначені для загального використання. Натомість їх ховали в освяченій землі. Найдавніший збережений приклад цього типу друкованої продукції — фрагмент мініатюрного сувою dhāraṇī (буддійське заклинання), написаного на санскриті, знайденого в гробниці в Сіані. Його називають Великим заклинанням незаплямованого чистого світла (Wugou jingguang da tuoluoni jing 無垢淨光大陀羅尼經) і було надруковано за допомогою ксилографії під час династії Тан, бл. 650—670 роки нашої ери. Подібний твір, сутра Саддгарма пундаріка, також був виявлений і датований 690—699 рр.
Це збігається з правлінням У Цзетяня, під час якого китайськими монахами було перекладено Довшу сутру Сукхаватівюха, яка пропагує практику друкування апотропеїв і текстів і зображень із заслугами. Найстарішим доказом відбитків дерев'яних дощок, створених для читання, є фрагменти Сутри Лотоса, знайдені в Турфані в 1906 році. Вони були датовані періодом правління У Цзетяня за допомогою розпізнавання форм символів. Найстаріший текст із конкретною датою друку був виявлений у печерах Моґао в Дуньхуані в 1907 році Аурелєм Стейном. Цей примірник «Діамантової сутри» завдовжки 14 футів і містить колофон у внутрішньому кінці, який читаємо: «Благоговійно [призначено] для загального безкоштовного розповсюдження Ван Цзе від імені двох своїх батьків 13 числа 4 місяця. 9-го року Сянтуна [тобто 11 травня 868 р. н. е.]». Він вважається найстарішим у світі надійно датованим ксилографічним сувоєм. За Діамантовою сутрою слідує найраніший збережений друкований альманах, Цяньфу синьян лішу (乾符四年曆書), датований 877 роком.

### Поширення

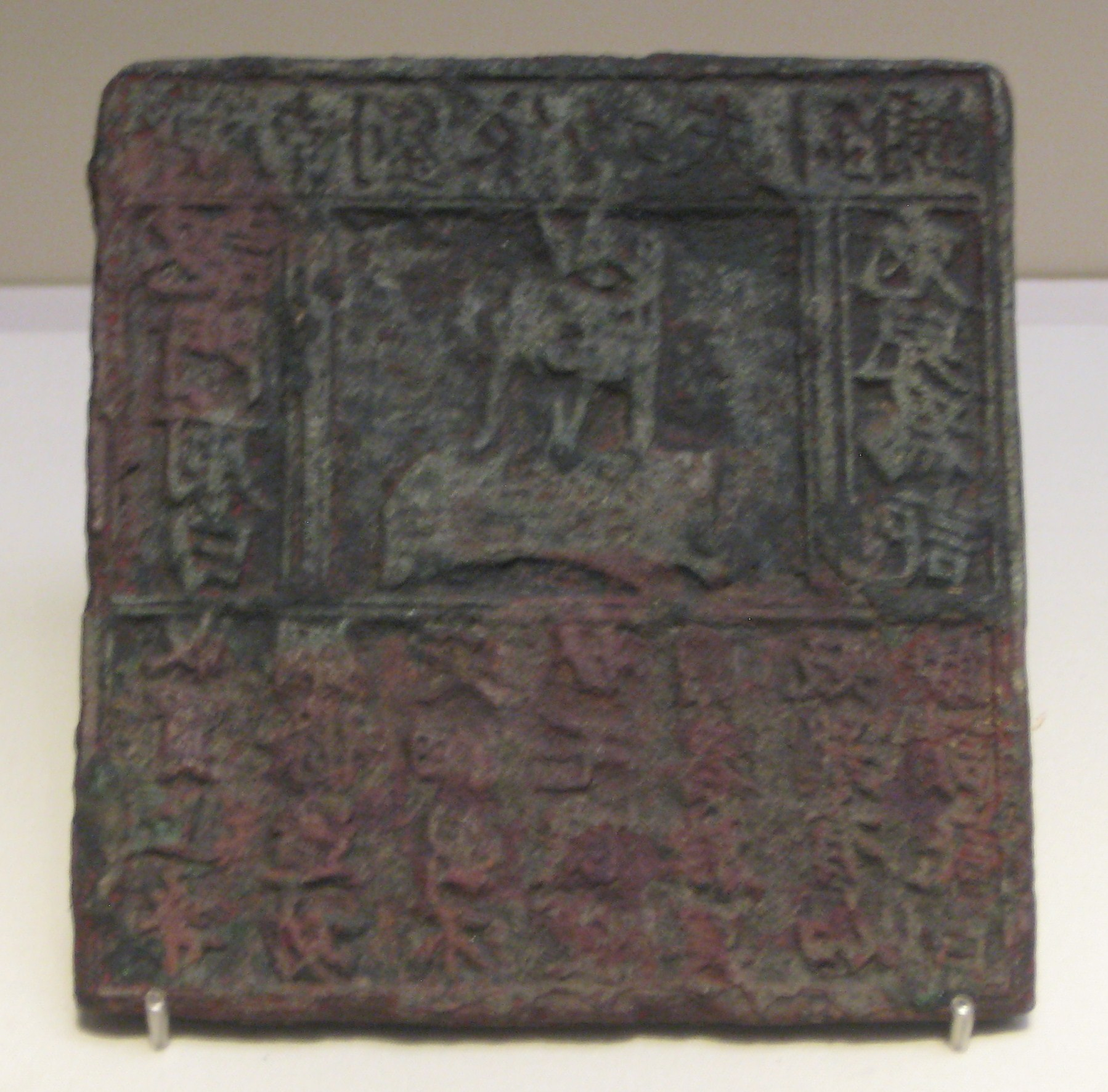
Бронзова пластина для друку оголошень магазину голок родини Лю в Цзінані, династія Сун (960—1279). Найстаріший у світі друкований рекламний носій.

Невдовзі в Кореї та Японії з'явилися докази використання ксилографії. Велика сутра Дгарані (кор. 무구정광대다라니경/無垢淨光大陀羅尼經 романизована) була відкрита в Пульгукса, Південна Корея в 1966 році і датована між 704 і 751 роками в епоху Пізньої Сілли. Документ надруковано на 8 см × 630 см (3,1 дюйм × 248,0 дюйм) сувої тутового паперу. Дгарані-сутра була надрукована в Японії близько 770 року нашої ери. Імператриця Сьотоку наказала надрукувати один мільйон копій сутри разом з іншими молитвами. Оскільки кожна копія потім зберігалася в крихітній дерев'яній пагоді, копії разом знані як Хякуманто Дарані (百万塔陀羅尼, «1 000 000 веж/пагод Дарані»).
Дерев'яний друк поширився Євразією до 1000 р. нашої ери, його можна було знайти у Візантійській імперії. Однак друк на тканині став поширеним у Європі лише до 1300 року. «У 13 столітті китайська техніка друкарства була передана в Європу», невдовзі після того, як папір став доступним у Європі.

### Династія Сун
З 932 по 955 рік було надруковано Тринадцятикнижжя та ряд інших текстів. Під час династії Сун Управління освіти та інші установи використовували ці друковані вироби для поширення своїх стандартизованих версій Класики. Інші розповсюджені праці включають історії, філософські праці, енциклопедії, збірники та книги з медицини та військового мистецтва.
У 971 році в Ченду почалася робота над повним буддійським каноном Трипітака (Kaibao zangshu開寶藏書). Знадобилося 10 років, щоб закінчити 130 000 блоків, необхідних для друку тексту. Кінцевий продукт, сичуанське видання канону Кайбао, також знане як Кайбао Трипітака, було надруковано в 983 році.
До появи друкарства розмір приватних колекцій у Китаї вже зріс після винайдення паперу. Фан Пін (215–84) мав у своїй колекції 7000 рулонів (цзюань), або кілька сотень назв. Через два століття Чжан Мянь володів 10 000 цзюанів, Шень Юе (441—513) — 20 000 цзюанів, а Сяо Тун і його двоюрідний брат Сяо Май мали колекції по 30 000 цзюанів. Кажуть, що імператор Юань Лян (508—555) мав колекцію в 80 000 цзюанів. Загальна кількість усіх відомих приватних колекціонерів книг до династії Сун нараховує близько 200, причому лише Тан нараховує 60 із них.
Після розвитку ксилографії з'явилися офіційні, комерційні та приватні видавничі підприємства, а розмір і кількість колекцій зростали експоненціально. Одна лише династія Сун нараховує близько 700 відомих приватних колекцій, що більш ніж утричі перевищує кількість усіх попередніх століть разом узятих. Приватні бібліотеки в 10–20 000 цзюанів стали звичним явищем, тоді як шість осіб володіли колекціями понад 30 000 цзюанів. У найдавнішому каталозі приватної бібліотеки пісень, що збереглася, налічується 1937 найменувань у 24 501 цзюань . Колекція Чжоу Мі нараховувала 42 000 цзюанів, колекція Чень Чженсуня містить 3 096 найменувань у 51 180 цзюанів, а Є Менгде (1077—1148), а також одна інша особа володіла бібліотеками з 6 000 найменувань у 100 000 цзюанів. Більшість із яких мали світський характер. Тексти містили такі матеріали, як інструкції з лікування, або були у формі лейшу (類書), типу енциклопедичного довідника, який використовувався для допомоги кандидатам на іспит.
Імперські установи, такі як Три інститути: Інститут Чжаовень, Інститут історії та Інститут Цзісянь, також наслідували цей приклад. На початку правління династії майно Трьох інститутів становило 13 000 цзюанів, до 1023 року — 39 142 цзюанів, до 1068 року — 47 588 цзюанів і до 1127 року — 73 877 цзюанів. Три інститути були однією з кількох імператорських бібліотек разом із вісьмома іншими великими палацовими бібліотеками, не враховуючи імператорських академій. За словами Вен Тунвеня, до 11 століття центральні урядові установи економили вдесятеро, замінюючи попередні рукописи друкованими версіями. Вплив ксилографії на суспільство Сун проілюстровано наступною бесідою між імператором Чженьцзуном і Сін Біном у 1005 році:
Імператор вирушив до Управління освіти, щоб оглянути Управління публікацій. Він запитав Сін Бінга, скільки дерев’яних дощок там зберігається. Бінг відповів: «На початку нашої династії їх було менше чотирьох тисяч». Сьогодні їх понад сто тисяч. Класика та історія разом зі стандартними коментарями представлені повністю. Коли я був молодим і присвятив себе навчанню, на кожну сотню був лише один чи два вчені, які мали копії всіх класичних творів і коментарів. Не було можливості скопіювати стільки творів. Сьогодні друкованих видань цих творів дуже багато, і вони є вдома як у чиновників, так і у простих людей. Вченим справді пощастило, що вони народилися в таку епоху, як наша!
У 1076 році 39-річний Су Ши зазначив про непередбачуваний вплив великої кількості книг на кандидатів на іспит:
Я пам’ятаю, як давно зустрічався зі старшими вченими, які казали, що в дитинстві їм було важко отримати копію Шідзі або Хань шу. Якщо їм пощастило отримати один, вони не думали переписувати весь текст від руки, щоб вони могли декламувати його вдень і вночі. Останніми роками купці гравіюють і друкують усілякі книги, що належать до ста шкіл, і випускають десять тисяч сторінок на день. З такими легкодоступними книгами можна подумати, що письмо та наука студентів будуть у багато разів кращі, ніж у попередніх поколіннях. Але, навпаки, молоді люди та кандидати на іспити залишають свої зошити зав’язаними й ніколи на них не дивляться, воліючи розважатися безпідставною балаканиною. Чому це?
Дереводрук також змінив форму та структуру книг. Починаючи з періоду Тан, сувої поступово були замінені палітуркою на концертині (經摺裝). Перевагою було те, що тепер можна було перейти до посилання, не розгортаючи весь документ. Наступна розробка, знана як вихрове палітурування (xuanfeng zhuang 旋風裝), полягала в тому, щоб закріпити перший і останній аркуші на одному великому аркуші, щоб книгу можна було розгорнути як гармошку.
Близько 1000 року була розроблена палітурка метелик. Графічні відбитки дозволяли легко відтворити два дзеркальних зображення на одному аркуші. Таким чином на аркуші друкували дві сторінки, які потім загинали всередину. Потім аркуші були склеєні в місці згину, щоб створити кодекс із почерговими отворами друкованих і порожніх пар сторінок. У 14 столітті складання було перевернуто назовні, щоб отримати безперервні друковані сторінки, кожна з яких була підкріплена порожньою прихованою сторінкою. Пізніше перевагу віддавали зшивним палітуркам, а не клеєним. Лише відносно невеликі томи (juan 卷) були переплетені, і деякі з них були вкладені в обкладинку, звану дао, з дерев'яними дошками спереду та ззаду, а також петлями та кілочками, щоб закривати книгу, коли вона не використовувалася. Наприклад, одна повна Трипітака мала понад 6400 цзюанів у 595 дао.

### Корьо
У 989 році Сонджон із Корьо послав ченця Йогу, щоб той випросив у Сун копію повного буддійського канону. Прохання було задоволено в 991 році, коли офіційний представник Сончжона Хань Онгон відвідав двір Сон. 1011 року Хьонджон із Корьо видав власний набір буддійського канону, який пізніше отримав назву «Корьо Теджангьон». Проєкт був призупинений у 1031 році після смерті Хейонджона, але робота знову відновилася в 1046 році після сходження Мунджонга на трон. Завершена робота, яка склала близько 6000 томів, була завершена в 1087 році. На жаль, оригінальний набір дощок був знищений під час пожежі під час монгольської навали 1232 року. Король Коджонг наказав створити ще один комплект, і робота почалася в 1237 році, цього разу на завершення знадобилося лише 12 років. 1248 року повний Goryeo Daejanggyeong налічував 81 258 друкованих блоків, 52 330 152 символи, 1496 назв і 6568 томів. Завдяки суворому процесу редагування Goryeo Daejanggyeong та його напрочуд довговічній природі, яка збереглася в цілковитій недоторканості протягом 760 років, вона вважається найточнішим із буддійських канонів, написаних класичною китайською мовою, а також стандартним виданням для східноазійської буддистської науки.

### Японія

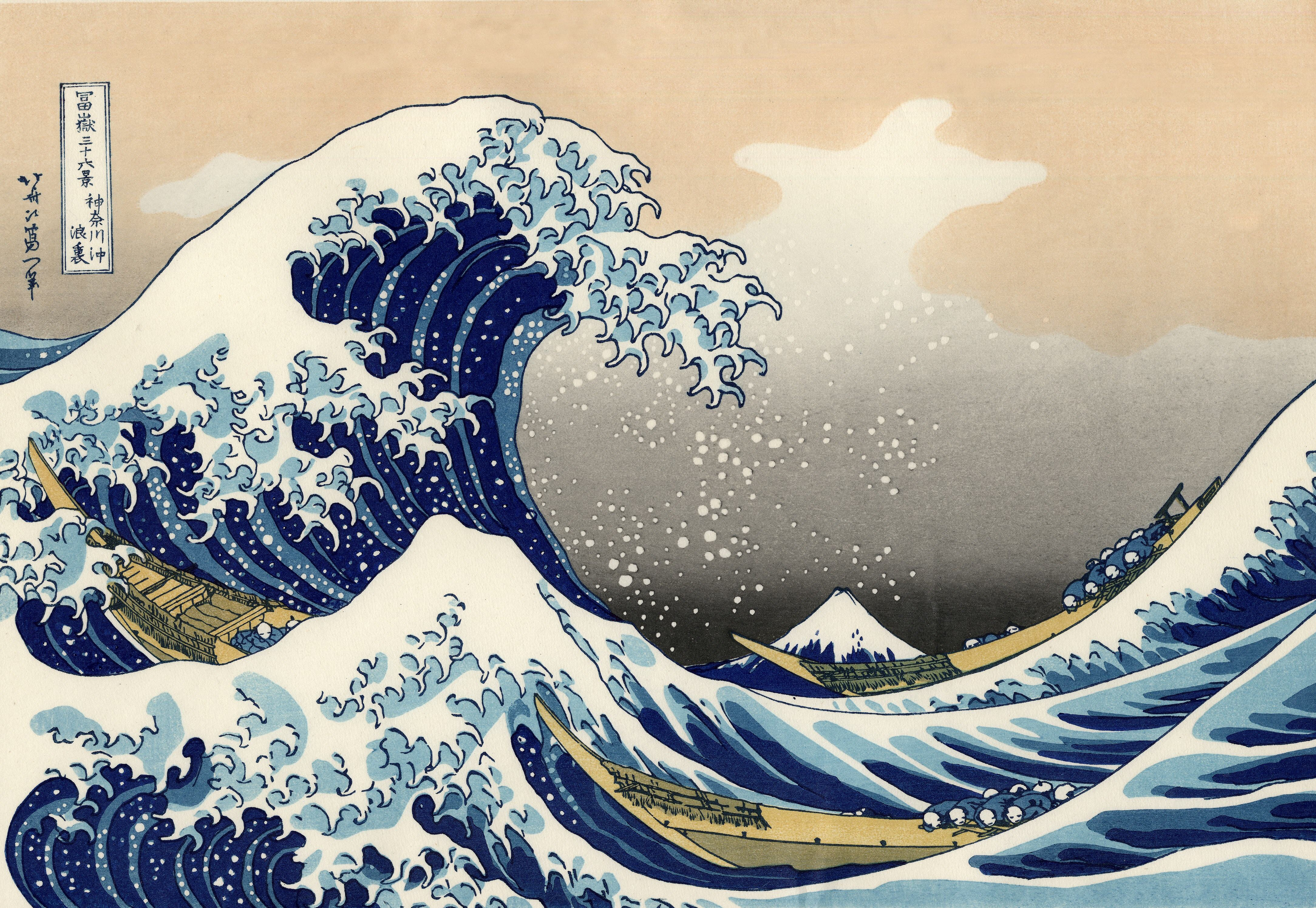
«Велика хвиля в Канаґаві» Хокусай, художника укійо-е

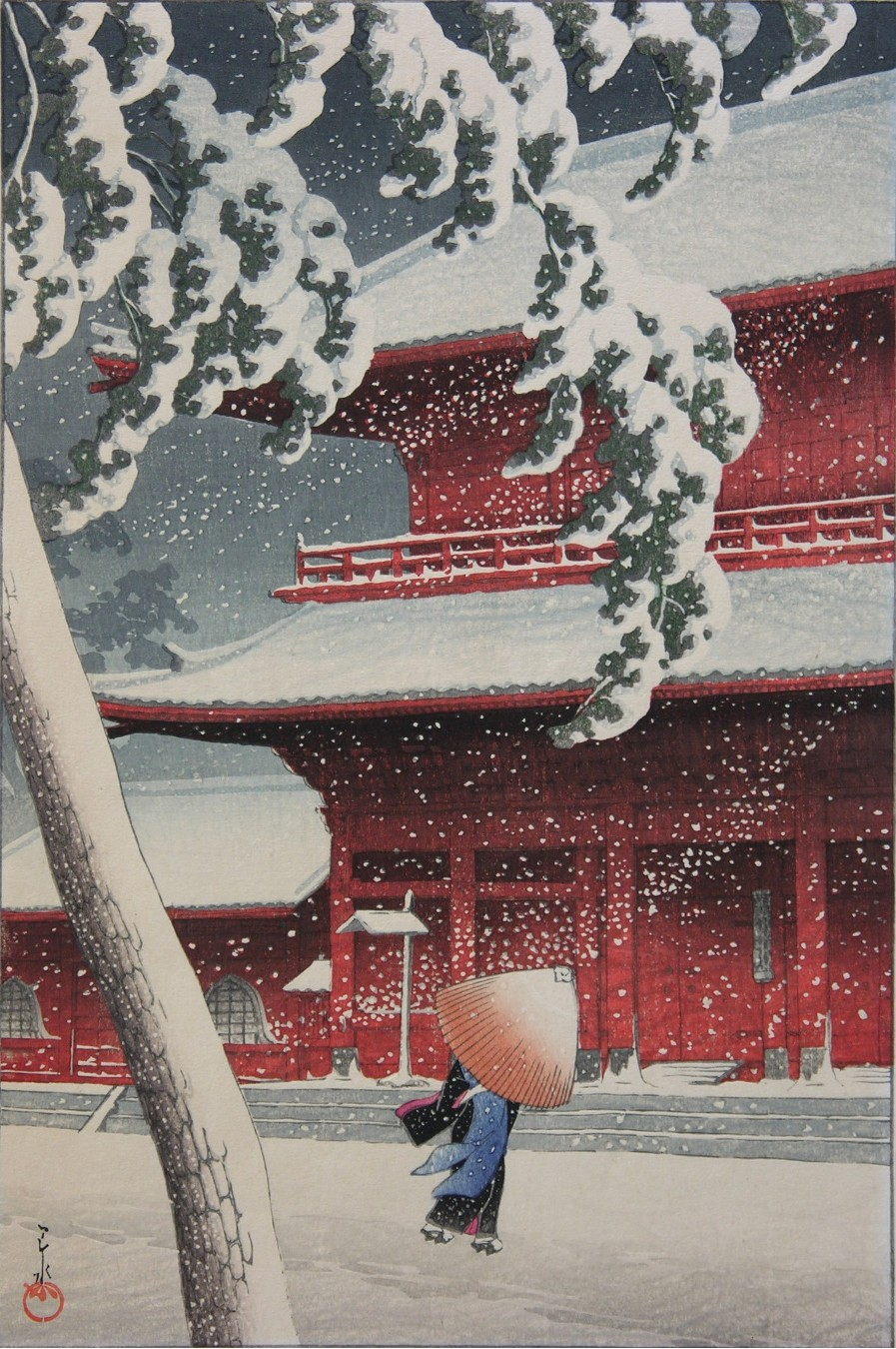
Дзодзьо-дзі в Сибі. Із серії «Двадцять поглядів на Токіо» Хасуї Кавасе, художника син-ханга.

У період Камакури з 12-го по 13-е століття багато книг було надруковано та опубліковано за допомогою ксилографії в буддійських храмах у Кіото та Камакури.
Масове виробництво гравюр на ксилографії в період Едо було пов'язано з високим рівнем грамотності японців у ті часи. Рівень грамотності японців у період Едо був майже 100 % для класу самураїв і від 50 % до 60 % для класу чонін і номін (фермер) через поширення приватних шкіл теракоя. В Едо було понад 600 книжкових крамниць, де люди позичали ілюстровані книги різних жанрів. Зміст цих книг дуже різнився, включаючи туристичні путівники, книги з садівництва, кулінарні книги, кібьоші (сатиричні романи), шаребон (книги про міську культуру), коккейбон (комікси), ніндзьобон (любовний роман), йоміхон, кусадзоші, художні книги, сценарії п'єс для кабукі та джорурі (лялькового) театру тощо. Книги-бестселери цього періоду були Kōshoku Ichidai Otoko (Життя закоханого чоловіка) Іхари Сайкаку, Нансо Сатомі хаккен-ден Такізава Бакіна та Токайдотю хідзакуріґе Джіппенші Ікку, і ці книги багато разів перевидавалися.
З 17 по 19 століття укійо-е, що зображували світські сюжети, набули великої популярності серед простих людей і масово вироблялися. Укійо-е базується на акторах кабукі, борцях сумо, красивих жінках, пейзажах визначних пам'яток, історичних оповіданнях тощо, а Хокусай і Хіросіґе є найвідомішими художниками. У 18 столітті Судзукі Харунобу започаткував техніку багатоколірного ксилографічного друку під назвою нісікі-е та значно розвинув японську культуру ксилографічного друку, таку як укійо-е. Укійо-е вплинуло на європейський японізм та імпресіонізм. На початку 20-го століття син-ханга, яка поєднала традицію укійо-е з технікою західного живопису, стала популярною, а роботи Кавасе Хасуї та Хіросі Йосіди набули міжнародної популярності.

#### Азія та Північна Африка
Кілька зразків дерев'яного друку, який, імовірно, називається арабською мовою тарш, були знайдені в контексті 10-го століття в арабському Єгипті. Здебільшого їх використовували для молитов і амулетів. Можливо, ця техніка поширилася з Китаю або була незалежним винаходом, але мала дуже невеликий вплив і практично зникла наприкінці 14 століття. В Індії головне значення техніки завжди було як метод друку текстилю, який був великою промисловістю принаймні з 10 століття.

### Європа

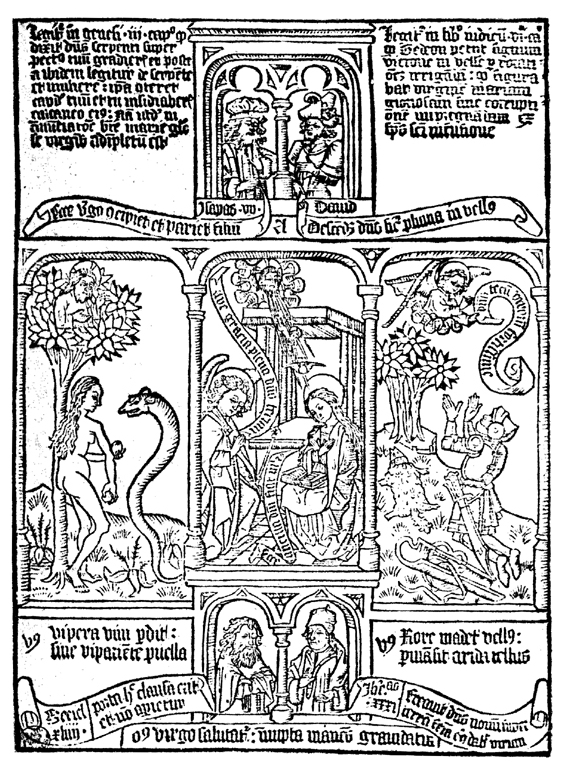
Три епізоди з блок-книги Biblia pauperum, що ілюструє типологічну відповідність між Старим і Новим Завітами: Єва і змій, Благовіщення, чудо Гедеона

Блок-книги, де текст і зображення вирізьблені на одному блоці на цілу сторінку, з'явилися в Європі в середині 15 століття. Оскільки вони майже завжди були без дати та без відомостей про друкаря чи місце друку, визначення дат їхнього друку було надзвичайно складним завданням. Аллан Х. Стівенсон, порівнюючи водяні знаки на папері, що використовується в блокових книгах, із водяними знаками в датованих документах, дійшов висновку, що «розквіт» блокових книг був у 1460-х роках, але що принаймні один датований приблизно 1451 роком. Блокові книги, надруковані в 1470-х роках, часто були дешевшої якості, як дешевша альтернатива книгам, надрукованим друкарським верстатом. Блокові книги продовжували періодично друкуватися до кінця 15 століття.
Метод також широко використовувався для друку гральних карт.

### Пізніша історія
Попри результативність ксилографії, історик Ендіміон Вілкінсон зазначає, що вона ніколи не витіснила рукописні рукописи. Справді, рукописи залишалися домінуючими до самого кінця імперського Китаю:
Завдяки технології блокового друку стало простіше та дешевше швидко виготовляти багато примірників книг. До одинадцятого сторіччя ціни на книги впали приблизно на одну десяту порівняно з попередніми цінами, і в результаті вони отримали більш широке розповсюдження. Попри це, навіть у п’ятнадцятому столітті більшість книг у великих бібліотеках все ще були рукописні, а не друковані. Майже до кінця імперії залишилося дешевше заплатити переписувачу, ніж купити друковану книгу. Через сімсот п’ятдесят років після перших спонсорованих імперією друкованих творів у «Північній пісні» найбільший книжковий проєкт вісімнадцятого століття, «Сіку кваньшу» 四庫全書, було видано як рукопис, а не як друкований збірник. Близько 4 відсотків його було надруковано рухомим шрифтом у 1773 році, але це був ручний різьблений рухомий дерев’яний шрифт. Справді, вся збірка була вперше надрукована лише у 1980-х роках. Доступ до книг, особливо великих творів, таких як «Історії», залишався важким аж у двадцятому столітті.— Endymion Wilkinson
Мало того, що рукописи залишалися конкурентоспроможними з відбитками, їм навіть надавали перевагу елітні вчені та колекціонери. Епоха друкарства надала акту копіювання від руки новий вимір культурного благоговіння. Ті, хто вважав себе справжніми вченими і справжніми знавцями книги, не вважали відбитки справжніми книгами. Згідно з елітарними настроями того часу, «друковані книжки були для тих, хто справді не дбав про книги».
Однак переписувачі та рукописи лише продовжували залишатися конкурентоспроможними з друкованими виданнями, різко знизивши їх ціну. За словами автора часів династії Мін Ху Інліня, «якби на ринку не було друкованого видання, скопійований від руки рукопис книги коштував би вдесятеро дорожче, ніж друкований твір», також «якщо з'явилося друковане видання»., транскрибована копія більше не може бути продана та буде викинута". Результатом є те, що, попри взаємне співіснування рукописів і друкованих текстів, вартість книги знизилася приблизно на 90 відсотків до кінця 16 століття. У результаті зросла грамотність. 1488 року кореєць Чхо Бу під час своєї подорожі до Китаю зауважив, що «навіть сільські діти, перевізники та моряки» вміють читати, хоча це стосувалося переважно півдня, тоді як північний Китай залишався переважно неписьменним.

### Вплив рухомого типу

#### Китай

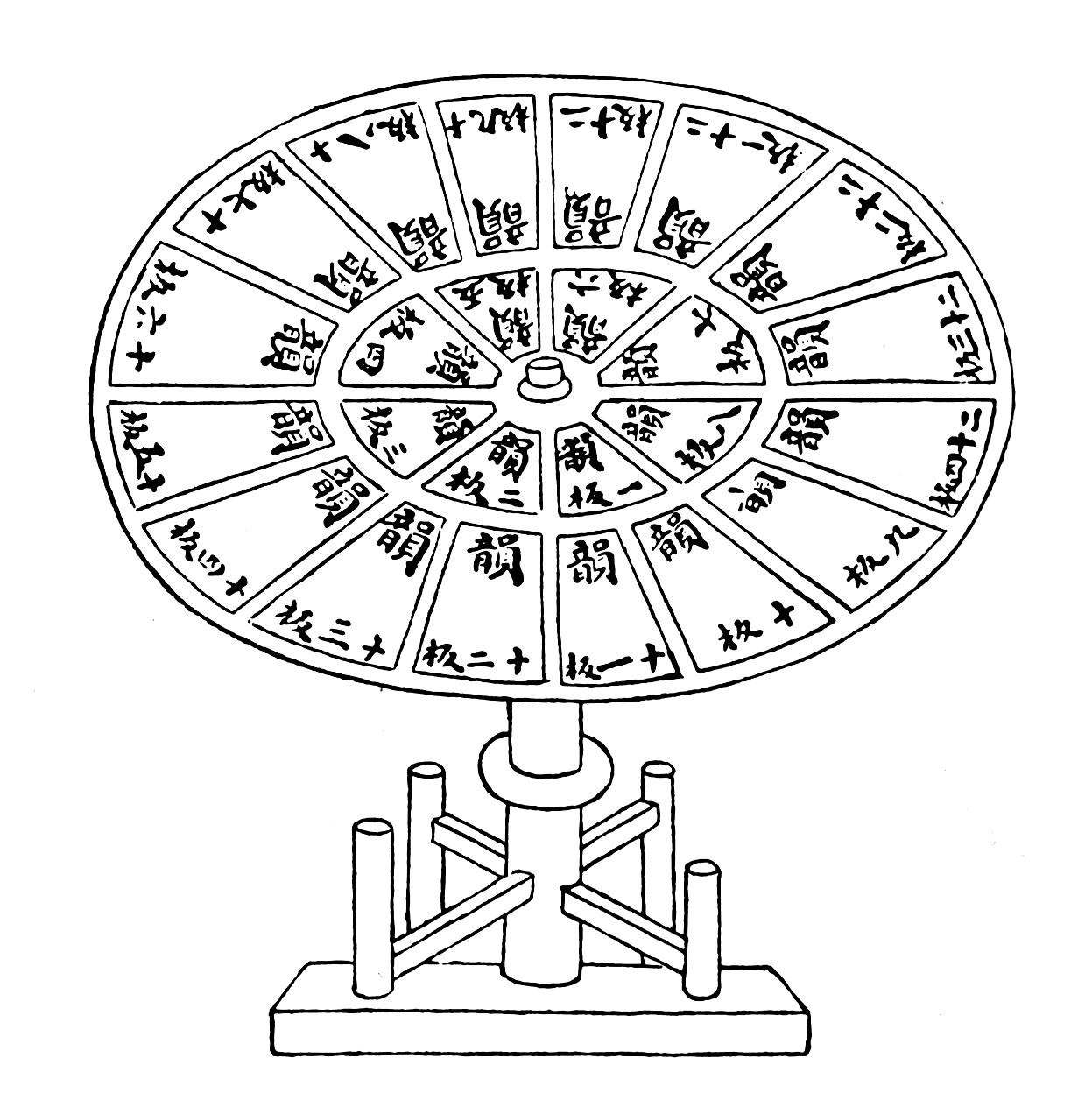
Настільний регістр, що обертається, з окремими рухомими літерами, розташованими переважно за схемою римування, з «Нон Шу» Ван Чженя, опублікованого 1313 року.

Керамічні та дерев'яні рухомі шрифти були винайдені в династії Північна Сун приблизно в 1041 році простолюдином Бі Шен. Металеві рухомі шрифти також з'явилися в династії Південна Сун. Найдавнішою книгою, надрукованою рухомим шрифтом, є «Благодатна тантра всеосяжного союзу», надрукована в Західній Ся бл. 1139—1193. Металевий рухомий шрифт використовувався в династіях Сун, Цзінь і Юань для друкування банкнот. Винахід рухомого шрифту не мав негайного впливу на ксилографічний друк і ніколи не витіснив його у Східній Азії.
Лише під час династій Мін і Цін дерев'яні та металеві рухомі шрифти знайшли значне застосування, але кращим методом залишався ксилограф. Використання рухомого шрифту в Китаї ніколи не перевищувало 10 відсотків усіх друкованих матеріалів, тоді як 90 відсотків друкованих книг використовували старішу технологію ксилографії. В одному випадку для друкування використовувався цілий набір дерев'яних блоків у кількості 250 000 штук. Деревні блоки залишалися домінуючим методом друку в Китаї до появи літографії наприкінці 19 століття.
Традиційно вважалося, що поширеність ксилографічного друку в Східній Азії через китайські ієрогліфи призвела до стагнації друкарської культури та підприємства в цьому регіоні. Ш. Штейнберг описує ксилографічний друк у своїй «П'ятистах роках друкарства» як такий, що «пережив свою користь», а їхній друкований матеріал — як «дешеві буклети для напівграмотних, […] які все одно повинні були бути дуже короткими через трудомісткий процес. вирізання літер». У «Революції Ґутенберга» Джона Менна наводиться подібний випадок: «виготовлення дерев'яних блоків було навіть більш вимогливим, ніж сторінки рукописів, вони зношувалися та ламалися, а потім вам доводилося вирізати ще одну — цілу сторінку за раз.»
Нещодавні коментарі щодо книгодрукування в Китаї за допомогою сучасних європейських спостерігачів, які мають знання з перших рук, ускладнюють традиційний наратив. Т. Х. Барретт зазначає, що лише європейці, які ніколи не бачили китайського ксилографічного друку в дії, схильні відкидати його, можливо, через майже миттєве прибуття в Європу як ксилографії, так і рухомого шрифту. Ранні єзуїтські місіонери кінця 16-го століття в Китаї, наприклад, мали подібну огиду до друку на основі дерева з зовсім інших причин. Ці єзуїти виявили, що «дешевизна та всюдисущість друку в Китаї зробили переважаючу технологію на основі деревини надзвичайно тривожною, навіть небезпечною». Маттео Річчі звернув увагу на «надзвичайно велику кількість книг, які тут продаються, і смішно низькі ціни, за якими вони продаються». Двісті років потому англієць Джон Барроу під час місії Макартні до Цінського Китаю також із певним подивом зазначив, що поліграфічна промисловість «така ж вільна, як і в Англії, а професія друкаря відкрита для всіх». Комерційний успіх і прибутковість ксилографічного друку засвідчив один британський спостерігач наприкінці дев'ятнадцятого століття, який зазначив, що ще до появи західних методів друку ціни на книги та друковані матеріали в Китаї вже досягли вражаюче низьких показників порівняно з тим, що можна було знайти в його рідній країні. Про це він сказав:
У нас вдома є велика кількість копійкової літератури, але англійці не можуть купити нічого подібного обсягу друкованої продукції за свої пенні, ніж китаєць може навіть за менше. Копійчаний молитовник, який, за загальним визнанням, продається в збиток, не може конкурувати за масою матерії з багатьма книгами, які можна купити за кілька готівок (китайська монета) в Китаї. Якщо врахувати також, що для кожної стулки було складно вирізано блок, дешевизна результату пояснюється лише широкістю продажу.
Інші сучасні вчені, такі як Ендіміон Вілкінсон, дотримуються більш консервативної та скептичної точки зору. Хоча Вілкінсон не заперечує «домінування Китаю у книжковому виробництві з четвертого по п'ятнадцяте століття», він також наполягає на тому, що аргументи на користь китайської переваги «не слід поширювати ні вперед, ні назад у часі».
Європейське книжкове виробництво почало наздоганяти Китай після впровадження механічного друкарського верстата в середині п’ятнадцятого століття. Достовірні цифри кількості екземплярів кожного видання так само важко знайти в Європі, як і в Китаї, але одним із результатів поширення друкарства в Європі стало те, що публічні та приватні бібліотеки змогли створити свої колекції та вперше більше ніж за тисячу років вони почали зрівнятися з найбільшими бібліотеками Китаю, а потім і випередити їх.— Endymion Wilkinson

#### Корея

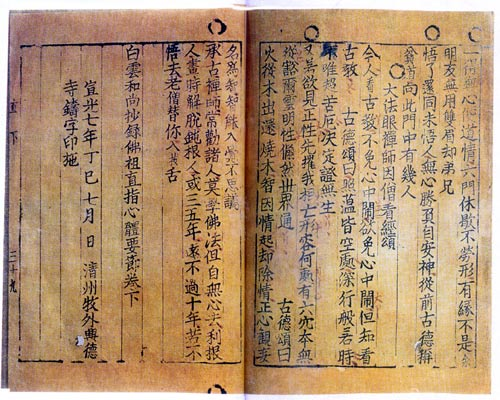
Джікджі: Вибрані вчення буддійських мудреців і майстрів Сеон, найдавніша книга, надрукована рухомим металевим шрифтом, 1377 рік. Національна бібліотека Франції, Париж

У 1234 році в Корьо (Корея) для друку 50-томного Рекомендованого тексту для обрядів минулого і сьогодення, зібраного Чхве Юн-уй, використовували литий металевий рухомий шрифт, але до наших днів не збереглося жодного примірника. Найстарішою книгою, що збереглася, є Джікджі 1377 року, надрукована рухомим металевим шрифтом. Французький вчений Анрі-Жан Мартен описав цю форму металевого рухомого шрифту як «надзвичайно схожу на форму Гутенберга».
Рухомий шрифт ніколи не заміняв ксилографічний друк у Кореї. Справді, навіть оприлюднення хангиля було зроблено за допомогою ксилографічних відбитків. Загальне припущення полягає в тому, що рухливий шрифт не замінив блоковий друк у місцях, де використовувалися китайські ієрогліфи, через витрати на виготовлення понад 200 000 окремих шрифтів. Навіть ксилографічний друк був не настільки рентабельним, як просто платити переписувачу за написання книги вручну, якщо не було наміру виготовити більше ніж кілька примірників. Хоча Седжон Великий запровадив хангиль, алфавітну систему, у 15 столітті, хангиль замінив ханча лише у 20 столітті. І на відміну від Китаю, система рухомого шрифту зберігалася переважно в межах дуже стратифікованого елітного корейського суспільства:
Корейський друк із рухомим металевим шрифтом розвивався переважно в царській ливарній майстерні династії Їі. Королівство зберігало монополію на цю нову техніку та за королівським мандатом придушувало всю неофіційну друкарську діяльність і будь-які початкові спроби комерціалізації друку. Таким чином, книгодрукування в ранній Кореї слугувало лише невеликим, знатним групам дуже стратифікованого суспільства.— Sohn Pow-Key

#### Японія
Пересувний друкарський верстат у західному стилі був привезений до Японії посольством Тенсьо в 1590 році, і вперше був надрукований у Казусі, Нагасакі, у 1591 році. Однак західний друкарський верстат був закритий після заборони християнства в 1614 році. Рухомий друкарський верстат, захоплений у Кореї військами Тойотомі Хідейосі в 1593 році, також використовувався одночасно з друкарнею з Європи. Видання Confucian Analects було надруковано в 1598 році на корейському друкарському верстаті з пересувним шрифтом за наказом імператора Ґо-Йодзея.
Токуґава Ієясу заснував друкарську школу в Енко-дзі в Кіото та почав видавати книги на домашньому дерев'яному рухомому друкарському верстаті замість металевого з 1599 року. Іеясу керував виробництвом 100 000 типів, які були використані для друку багатьох політичних та історичних книг. 1605 року почали публікувати книги з використанням домашнього мідного друкарського верстата, але мідний шрифт не став популярним після смерті Іеясу в 1616 році.
Великими піонерами у застосуванні рухомого друкарського верстата для створення художніх книжок, а також у попередньому масовому виробництві для загального споживання були Хон'амі Коецу та Сумінокура Соан. У своїй студії в Сазі, Кіото, пара створила кілька версій японської класики на ксилографії, як тексту, так і зображень, по суті перетворивши емакі (ручні сувої) на друковані книги та відтворивши їх для широкого споживання. Ці книги, тепер знані як Книги Коетсу, Книги Сумінокура або Книги Саги, вважаються першими та найкращими друкованими відтвореннями багатьох із цих класичних казок; особливо відома «Книга саги оповідань про Ісе» (Ісе моноґатарі), надрукована в 1608 році. Книги Сага друкувалися на дорогому папері з різними прикрасами, друкуючись спеціально для вузького кола поціновувачів літератури.
Однак, попри привабливість рухомого шрифту, майстри незабаром вирішили, що поточний стиль японського письма краще відтворювати за допомогою дерев'яних дощок. До 1640 року дерев'яні дошки знову стали використовувати майже для всіх цілей. Після 1640-х років друк рухомим шрифтом занепав, і протягом більшої частини періоду Едо книги масово вироблялися традиційним дерев'яним друком. Лише після 1870-х років, під час періоду Мейдзі, коли Японія відкрила країну для Заходу та почала модернізацію, цю техніку знову почали використовувати.

#### Середній Схід
У країнах, де використовується арабське письмо, твори, особливо Коран, друкували з блоків або літографією в 19 столітті, оскільки зв'язки між символами вимагали компромісів при використанні рухомого шрифту, який вважався невідповідним для священних текстів.

#### Європа
Приблизно в середині 1400-х років як дешевша альтернатива рукописам і книгам, надрукованим рухомим шрифтом, з'явилися блок-книги, ксилографічні книги з текстом і зображеннями, зазвичай вирізьбленими в одному блоці. Усе це були короткі багатоілюстровані твори, бестселери того часу, які повторювалися в багатьох різних версіях блок-книг: Ars Moriendi та Biblia pauperum були найпоширенішими. Серед вчених досі точаться суперечки щодо того, чи передувало їхнє впровадження рухомого шрифту, або, на думку більшості, слідувало за ним, причому діапазон орієнтовних дат коливається приблизно між 1440—1460 роками.

## Техніка

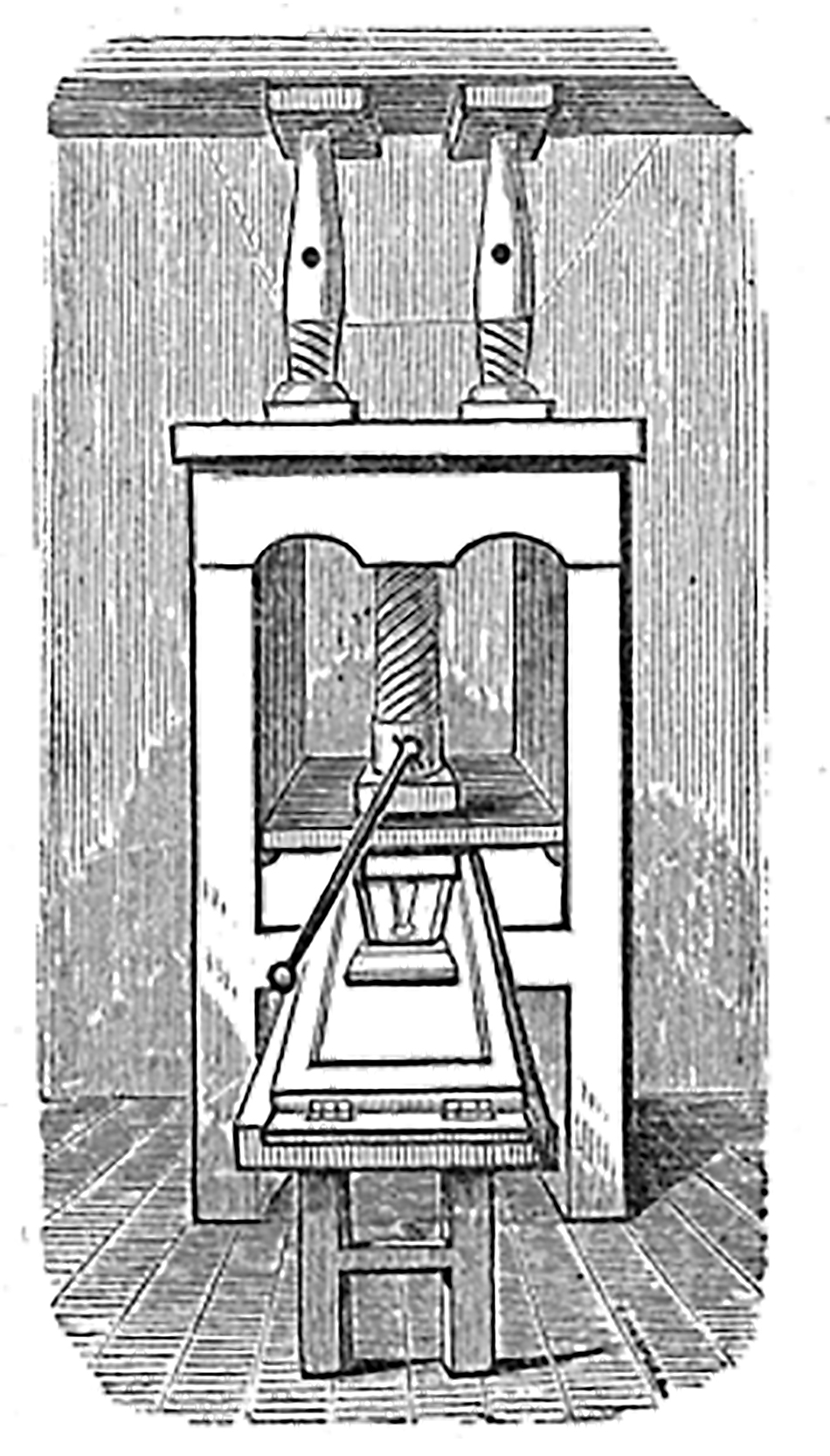
Прес для ксилографії, гравюра в ранній друкарні Вільяма Скіна, Коломбо, Цейлон, 1872 р.

Цзя-сі — метод фарбування текстилю (зазвичай шовку) за допомогою дерев'яних брусків, винайдений у 5–6 століттях у Китаї. Виготовляються верхній і нижній блоки з різьбленими відділеннями, що відкриваються назад, оснащені заглушками. Тканина, зазвичай складена кілька разів, вставляється і затискається між двома блоками. Від'єднавши різні відсіки та наповнивши їх барвниками різних кольорів, можна надрукувати різнокольоровий малюнок на досить великій площі складеної тканини. Однак метод не є суто друкованим, оскільки візерунок не виникає внаслідок тиску на блок.

### Кольоровий друк на дереві

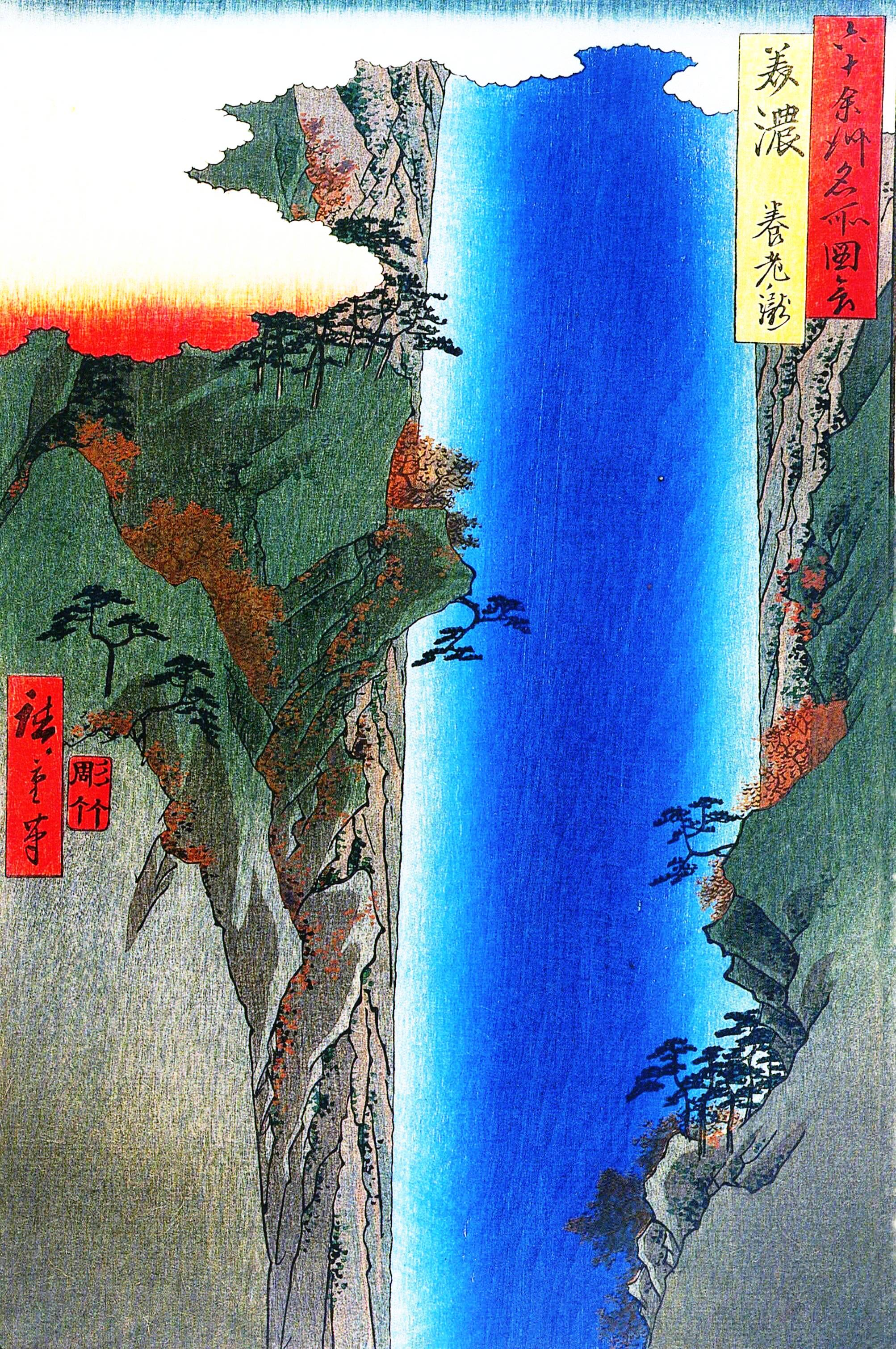
Провінція Міно: Йоро-такі із серії «Вигляди відомих місць у шістдесяти з гаком провінціях» Хіросіґе, художника укійо-е

Найперший відомий ксилограф — кольоровий — китайський шовк часів династії Хань, надрукований у три кольори.
Колір дуже поширений в азійському ксилографічному друку на папері; у Китаї першим відомим прикладом є Діамантова сутра 1341 року, надрукована чорним і червоним кольором у храмі Цзіфу в сучасній провінції Хубей. Найдавнішою книгою, надрукованою більш ніж у 2 кольори, є Ченші моюань (кит.: 程氏墨苑), книга про тістечка з чорнилом, надрукована в 1606 році, і ця техніка досягла свого розквіту в книгах про мистецтво, виданих у першій половині 17 століття. Яскравими прикладами є «Трактат Ху Чженяня про картини та письмена Студії десяти бамбуків» 1633 року та «Посібник із малювання гірчичного саду», опублікований у 1679 та 1701 роках.

### Цитовані
- Barrett, Timothy Hugh (2008), The Woman Who Discovered Printing, Great Britain: Yale University Press, ISBN 978-0-300-12728-7
- Bulliet, Richard W. (1987). Medieval Arabic Tarsh: A Forgotten Chapter in the History of Printing (PDF). Journal of the American Oriental Society. 107 (3): 427—438. doi:10.2307/603463. JSTOR 603463. Процитовано 17 січня 2019.
- Carter, John (2006). An ABC for Book Collectors (вид. 8th). Delaware: Oak Knoll Books. ISBN 9781584561125.
- Chia, Lucille (2011), Knowledge and Text Production in an Age of Print: China, 900-1400, Brill
- Lane, Richard (1978). Images from the Floating World: The Japanese Print. Old Saybrook, CT: Konecky & Konecky. ISBN 978-1-56852-481-8. OCLC 475522764.
- McMurtrie, Douglas C. (1962), THE BOOK: The Story of Printing & Bookmaking, Oxford University Press, seventh edition
- Tsien, Tsuen-Hsuin (1985), Science and Civilization in China. Vol. 5: Chemistry and Chemical Technology. Part 1: Paper and Printing, Cambridge University Press, ISBN 0-521-08690-6
- Twitchett, Denis (1998b), The Cambridge History of China Volume 8 The Ming Dynasty, 1368—1644, Part 2, Cambridge University Press
- Wilkinson, Endymion (2012), Chinese History: A New Manual, Harvard University Asia Center for the Harvard-Yenching Institute